# Uzbekistan na Zimowych Igrzyskach Paraolimpijskich 2018
Uzbekistan na Zimowych Igrzyskach Paraolimpijskich 2018 – występ kadry sportowców reprezentujących Uzbekistanu na igrzyskach paraolimpijskich w Pjongczangu w 2018 roku.
W kadrze wystąpiła jedna zawodniczka, która rywalizowała w dwóch konkurencjach w ramach biegów narciarskich. W sprincie i biegu na 7,5 km stylem klasycznym zajęła 10. miejsca.

## Reprezentanci
| Zawodniczka          | Dyscyplina        | Konkurencja              | Podgrupa | Czas    | Strata   | Miejsce | Źródło      |
| -------------------- | ----------------- | ------------------------ | -------- | ------- | -------- | ------- | ----------- |
| Yokutkhon Kholbekova | Biegi narciarskie | Sprint stylem klasycznym | B2       | 9:11,15 | +4:50,52 | 10.     | [ 2 ] [ 3 ] |
| Yokutkhon Kholbekova | Biegi narciarskie | 7,5 km stylem klasycznym | B2       | 41:45,0 | +19:25,7 | 10.     | [ 4 ]       |